# Trompoen
Trompoen is een personage uit Prins Caspian, De reis van het drakenschip en De zilveren stoel van De Kronieken van Narnia door C.S. Lewis. 
Zijn oorspronkelijke  Engelse naam is Trumpkin en lijkt een contaminatie van trumpet en pumpkin. De Nederlandse naam is daarvan een vertaling, een contaminatie van trompet en pompoen.
Hij is een rode dwerg van gemiddelde grootte. Hij roept vaak allitererende woorden. Hoewel hij een Oud-Narniër is, gelooft hij niet erg in Aslan, maar hij is dapper en loyaal.

## Prins Caspian
Caspian blaast op de hoorn van Koningin Susan in de hoop dat er hulp komt, en hij stuurt Trompoen naar de ruïne van Cair Paravel om eventuele helpers op te vangen. Trompoen vindt er de vier Pevensies, vertelt hun de geschiedenis van de prins en brengt hen naar Caspian, waar hij uiteindelijk Aslan ontmoet en vriendschap met hem sluit.

## De reis van het drakenschip
Als Koning Caspian op reis gaat met het schip De Dageraad, stelt hij Trompoen aan als regent. Volgens Drinian is Trompoen zo trouw als een das en zo dapper als een muis (hij wilde eerst "als een leeuw" zeggen, maar dat vond Rippertjiep niet leuk).

## De zilveren stoel
Als Jill en Eustaas in Narnia aankomen, zien ze net dat Caspian, die nu hoogbejaard is, weer voor een zeereis vertrekt. Trompoen neemt weer het regentschap waar. Trompoen is nu stokdoof, en hij klaagt over de moderne jeugd die alleen maar kan fluisteren en mompelen.